# I Haven’t Got Anything Better to Do
| Оценки критиков               | Оценки критиков |
| Источник                      | Оценка          |
| ----------------------------- | --------------- |
| AllMusic                      | [ 1 ]           |
| Encyclopedia of Popular Music | [ 2 ]           |

I Haven’t Got Anything Better to Do — восьмой студийный альбом бразильской певицы Аструд Жилберту, выпущенный в 1969 году на лейбле Verve Records, её финальная запись на данном лейбле. С данным альбомом певица отошла от привычной босановы и записала его в стиле барокко-поп. Жилберту назвала альбом «каминным».

## Отзывы критиков
В своей рецензии для AllMusic Джейсон Энки заявил, что аранжировки Альберта Горгони великолепно романтичны, прекрасно дополняя лёгкий, пронзительный вокал исполнительницы. По его мнению, каждая песня идеально подходит к её отличительному стилю, а диск в целом сохраняет согласованность настроения и чувств, в значительной степени не имеющих себе равных в её дискографии. Рецензент журнала Cash Box написал: «Аструд Жилберту назвала этот сет „моим уютным альбомом“, и это хорошее описание пластинки. Певица создаёт теплую, непринужденную атмосферу на протяжении всего альбома». В обзоре канадского журнала RPM отметили, что одна только обложка должна продавать альбом, не говоря уже об исключительном содержании.

## Список композиций
| №  | Название                                                     | Автор(ы)                                | Длительность |
| -- | ------------------------------------------------------------ | --------------------------------------- | ------------ |
| 1. | «I Haven’t Got Anything Better to Do (No Tengo Nada Mejor…)» | Ли Покрисс, Пол Ванс                    | 2:59         |
| 2. | «Didn’t We»                                                  | Джимми Уэбб                             | 2:57         |
| 3. | «Wailing on the Willow»                                      | Гарри Нилсон                            | 2:16         |
| 4. | «Where’s the Love»                                           | Бобби Вайнштейн, Мишель Легран          | 2:22         |
| 5. | «The Sea Is My Soil (I Remember When)»                       | Дори Каймми, Нельсон Мотта, Питер Уделл | 3:28         |

| №                   | Название                        | Автор(ы)                  | Длительность |
| ------------------- | ------------------------------- | ------------------------- | ------------ |
| 1.                  | «Trains and Boats and Planes»   | Берт Бакарак, Хэл Дэвид   | 2:50         |
| 2.                  | «World Stop Turning»            | Мус Чарлап, Питер Уделл   | 2:18         |
| 3.                  | «Without Him»                   | Гарри Нилсон              | 4:35         |
| 4.                  | «Wee Small Hours»               | Боб Хиллард, Дэвид Манн   | 2:18         |
| 5.                  | «If (The Biggest Little World)» | Гэрри Шерман, Питер Уделл | 2:34         |
| Общая длительность: | Общая длительность:             | Общая длительность:       | 28:37        |